# Anta do Couto do Zé Godinho
Die Anta do Couto do Zé Godinho, auch unter dem Namen Anta do Vale da Estrada bekannt, ist eine Megalithanlage gut 7,5 km nordwestlich Castelo de Vide, in der Gemeinde (portugiesisch Freguesia)  Santiago Maior im Kreis (portugiesisch Concelho) Castelo de Vide, Distrikt Portalegre im nordöstlichen Alentejo.
Anta, Mámoa, Dolmen, Orca und Lapa sind die in Portugal geläufigen Bezeichnungen für die ungefähr 5000 Megalithanlagen, die während des Neolithikums im Westen der Iberischen Halbinsel von den Nachfolgern der Cardial- oder Impressokultur errichtet wurden.

## Denkmalpflege
Die Anta wurde erstmals 1975 publiziert und 1986 im Rahmen einer Prospektion erneut katalogisiert. Eine weitergehende archäologische Untersuchung der Fundstelle steht bisher aus. 1997 wurde die Anlage als IIP – Imóvel de Interesse Público klassifiziert und unter Schutz gestellt.

## Befund
Die polygonale Grabkammer wurde durch sieben Tragsteine (Orthostaten) aus Granit gebildet, von denen sechs noch in situ erhalten sind. Da der Deckstein fehlt, haben sich die verbliebenen Tragsteine stark in den Innenraum geneigt.
Von dem Ost–West ausgerichteten Korridor sind zwei Steine an der Südseite und einer an der Nordseite erhalten. Die bisherigen Beobachtungen lassen auf eine ehemalige Überhügelung (Mámoa) des Grabes schließen.
Anhand ihrer Konstruktionsmerkmale wird die Anta in den Zeitraum vom Endneolithikum bis in die Kupfersteinzeit (3500–2000 v. Chr.) datiert.

## Funde
Über eventuelle Funde im Zuge der Prospektion liegen keine Informationen vor.